# MiCompu.Mx
MiCompu.mx es un programa de inversión educativa creado por el Gobierno de México, cuya primera fase inició en el año 2013 en los estados de Colima, Sonora y Tabasco.

## Historia

### Antecedentes
Enrique Peña Nieto, presidente de México (2012-2018), prometió en campaña que todos los alumnos de quinto y sexto grado tendrían computadora con internet. De tal forma, al iniciar su gobierno en coordinación con la Secretaría de Educación Pública (SEP) se inició el Programa de Inclusión y Alfabetización Digital, con la meta de poner seis millones de dispositivos en manos de los alumnos, al término del sexenio. Este programa se justifica Dentro del Plan Nacional de Desarrollo que implementa a las Tecnologías  de  Información  y  Comunicación (TIC) como una base para la política educativa.
La inversión inicial fue de 753 millones de pesos para empezar a operar el plan piloto, que arrancó el 30 de octubre del 2013 en Tabasco y poco después en Colima y Sonora.
Los equipos que entregó el gobierno federal están diseñados para trabajar sin conectarse a internet, operando con herramientas precargadas ofreciendo recursos multimedia, herramientas de comunicación y colaboración, y actividades recreativas.

### Recepción
Desde la licitación del programa se observaron ciertas inconsistencias como el cambio de proveedor que ocasionaron dudas por parte de los medios nacionales. Tras algunos fallas en los sistemas operativos de los equipos, en el 2014 se decidió cambiar las computadoras portátiles por tabletas, sumándose al programa el Distrito Federal, Puebla y el Estado de México.

### Especificaciones
Las laptops Mi Compu.Mx, conocidas comúnmente como "laptops mx".
Cuentan con un Hardware, ya modesto para la época.
Podemos destacar que estos equipo cuentan con un procesador Intel Celeron 847 @ 1.10 Ghz, y de base cuentan con 2GB de RAM DDR3 de la marca ADATA, y un disco duro TOSHIBA SATA III de 320 GB  a 5400 RPM

### Sistema Operativo
Estas laptops contaban de base una distribución Linux, basada en Debian, con el kernel de Linux 3.0, básicamente era un Debian con entorno GNOME, pero adaptado para los requerimientos del gobierno, en tema de programas pre cargados.

Aunque oficialmente vienen con esa distribución, estas laptops han sido probadas en los siguientes sistemas:
| Sistema Operativo | Versión del Sistema Operativo                               | Compatibilidad 32 bits | Compatibilidad 64 bits | Drivers Funcionales     | Notas Adicionales                                           |
| ----------------- | ----------------------------------------------------------- | ---------------------- | ---------------------- | ----------------------- | ----------------------------------------------------------- |
| Microsoft Windows | Windows 7                                                   | Si                     | Si                     | Si (Excepto el chipset) | Excelente Rendimiento                                       |
| Microsoft Windows | Windows 8 & 8.1                                             | Si                     | Si                     | Si (Excepto el chipset) | Buen Rendimiento                                            |
| Microsoft Windows | Windows 10                                                  | Si                     | Si                     | Si (Excepto el chipset) | Sin un SSD o al menos 4 GB en RAM, el sistema es deficiente |
| GNU/Linux         | Debian 10 (Buster)                                          | Si                     | Si                     | Si                      | La interfaz GNOME abusa los recusos                         |
| GNU/Linux         | MX Linux 19.3 (Patito Feo)                                  | Si                     | Si                     | Si                      | Excelente Rendimiento                                       |
| GNU/Linux         | Ubuntu 20.04.2.0 LTS (Focal Fossa) & 20.10 (Groovy Gorilla) | NO                     | Si                     | Si                      | Mal rendimiento                                             |